# تشاكاريتا جيونيورز
تشاكاريتا جيونيورز ، هو نادي كرة قدم أرجنتيني وهو نادي أساسي في الأرجنتين وقد تأسس هذا النادي سنة 1906 م.